# بلک‌استاک (کارولینای جنوبی)
بلک‌استاک (به انگلیسی: Blackstock) یک منطقهٔ مسکونی در ایالات متحده آمریکا است که در کارولینای جنوبی واقع شده‌است. بلک‌استاک ۱۸۸٫۹۸ متر بالاتر از سطح دریا واقع شده‌است.